# Desmond Dudwa Phiri
Desmond Dudwa Phiri, conegut comunament com a D. D. Phiri, (Mzimba, 23 de febrer de 1931 - Blantyre, 24 de març de 2019) va ser un escriptor, economista, historiador i dramaturg de Malawi. Va ser el director i propietari de l'Aggrey Memorial School a Blantyre.

## Biografia
Phiri va néixer el 23 de febrer de 1931 a Mzimba, Malawi. Va estudiar a la Blantyre Secondary School i a Livingstonia. Més tard es va traslladar a Anglaterra i va estudiar Economia, Història i Sociologia a la London School of Economics (part de la Universitat de Londres). Se li va concedir un doctorat honoris causa per la Universitat de Malawi.
Va publicar 17 llibres en els camps de la història, la sociologia i l'economia i va ser reconegut per l'Associació Panafricana d'Escriptors (APAE) com un dels 23 principals escriptors d'Àfrica el 2011. Va ser columnista habitual del diari de Malawi The Nation. Va morir el 24 de març de 2019 a l'hospital privat de Mwaiwathu a Blantyre.
Va treballar també com a diplomàtic al servei exterior i es va retirar de la funció pública l'any 1976.

## Obra publicada

### Biografies
- Let Us Die for Africa: An African Perspective on the Life and Death of John Chilembwe of Nyasaland - 1999
- Charles Chidongo Chinula - 1975
- Dunduzu K. Chisiza - 1974
- James Frederick Sangala: Founder of the Nyasaland African Congress and Bridge between Patriot John Chilembwe and Ngwazi Dr. H. Kamuzu Banda - 1974
- Inkosi Gomani II: Maseko-Ngoni Paramount Chief Who Suffered Martyrdom for His People and Country - 1973

### Història
- From Nguni to Ngoni:A History of the Ngoni Exodus from Zululand and Swaziland to Malawi, Tanzania and Zambia - 1982
- History of Malawi: From Earliest Times to the Year 1915 - January 2004
- History of the Tumbuka People - 2000
- Democracy with a Price: The History of Malawi since 1900 (coautors Bakili Muluzi, Yusuf Juwayeyi, Mercy Makhambera) - 1999

### Novel·les (entumbuka)
- Mankhwala a Ntchito
- Kanakazi Kayaya
- Ku Msika wa Vyawaka
- Ulanda wa Mavunika

### Autoajuda
- Hints to Private Students
- What the Achievers Teach about Success

### Assajos
- Malawi Our Future Our Choice: The Selected Essays of D. D. Phiri (coautors John Williams, Judy Williams) - 2006

### Teatre
- The Chief's Bride